# 긴케이 가쿠인
긴케이 가쿠인(일본어: 金鶏学院 킨케이가쿠인[*]) 또는 긴케이 학원은 일본의 양명학자 야스오카 마사히로가 1926년 4월에 연 시주쿠(일본어: 私塾)이다. 우익 단체로서 활동하기도 했다.

## 개요
당시 도쿄시 고이시카와 구 하라 정에 살고 있던, 백작 사카이 다다마사의 저택 안에 설립했다. 긴케이(일본어: 金鶏)라는 이름은 헤이안 시대의 장군 미나모토노 요시이에가 도호쿠 원정을 하다가 야영을 하게 되었는데, 요시이에의 꿈자리에 닭이 나타나 새벽을 알렸다는 전설에서 유래했다. 사카이가 원장을 맡았고 야스오카는 학감(學監)을 맡았다. 1927년 "재단법인 긴케이 가쿠인"으로 명칭을 바꾸었다.
곤도 세이쿄 등을 중심으로 유교나 국가주의, 제도학에 대한 강의가 이루어졌다. 눈 앞의 실행, 일상 생활의 투쟁이 아닌, 정신교화를 통하여 일본의 개조가 가능하다는 사상을 기반으로 하고 있었으며, 그것을 위한 지도자들을 육성했다. 이러한 사상은 고노에 후미마로, 유키 도요타로 등 정치계, 재계 인사들의 지지를 얻었다. 또한 내무성 관리를 지냈던 요시다 시게루 가 긴케이 가쿠인의 고문이 되었다.
제2차 세계 대전 이후 GHQ의 지령에 따라 해산했다.

## 관련 서적
- 가메이 도시오, 《긴케이 가쿠인의 풍경》, 유신 문고, 2003년, ISBN 4946486305.
  - 가메이 도시오는 야스오카의 제자 가네이 가즈오의 아들이다.
- 야스오카 마사히로, 《막말과 지사도》, 긴케이 가쿠인, 1935년 (ISBN 코드 미상)

## 같이 보기
- 일본 농토학교